# Порт-Санлайт
Порт-Санлайт (англ. Port Sunlight) — деревня и пригород в метрополитенском районе Уиррал, Мерсисайд, Англия. Расположена между Нижним Бебингтоном и Нью Ферри, на полуострове Уиррал. Порт-Санлайт был построен британской компанией Lever Brothers, чтобы обеспечить жильём рабочих мыловаренной фабрики. Работа началась в 1888 году. Своё название деревня получила от самого популярного чистящего средства компании, Sunlight.
В Порт-Санлайт находятся 900 зданий класса II, и в 1978 году он был объявлен природоохранной зоной. Порт-Санлайту был неофициально предложен статус объекта Всемирного наследия (WHS), чтобы защитить его от дальнейшего развития и сохранить уникальный характер для будущих поколений; однако, он ещё не включен в текущий «предварительный список» Великобритании для будущего рассмотрения в качестве WHS. По данным переписи 2001 года, численность населения составляла 1450 человек.

## История
В 1887 году Lever Brothers начала поиски нового места для расширения своего мыловаренного бизнеса, который в то время базировался в Уоррингтоне. Компания приобрела 56 акров (23 га) неиспользуемых болотистых земель в Чешире, к югу от реки Мерси. Территория была достаточно большой, чтобы обеспечить пространство для расширения, и имела выгодное расположение между рекой и железнодорожной линией. Она стала называться Порт-Санлайтом, где Уильям Левер построил свои фабрики и деревню для рабочих. Он лично руководил планированием и нанял почти тридцать различных архитекторов. Между 1899 и 1914 годами было построено 800 домов для населения в 3,5 тыс. человек. В деревне были воздвигнуты Художественная галерея леди Левер, больница, школы, концертный зал, бассейн на открытом воздухе, церковь и отель. Левер ввел схемы социального обеспечения и предоставил образование и развлечения для своих работников, поощряя отдых и организации, которые продвигали искусство, литературу, науку или музыку.
Целью Левера было « социализировать и Христианизировать деловые отношения и вернуться к тому близкому семейному братству, которое существовало в старые добрые времена ручного труда». Он утверждал, что Порт-Санлайт был упражнением в распределении прибыли, но вместо того, чтобы напрямую делиться прибылью, он инвестировал её в деревню. Он говорил: «Это не принесет вам много пользы, если вы пошлете их себе в горло в виде бутылок виски, пакетов сладостей или толстых гусей на Рождество. С другой стороны, если вы оставите деньги у меня, я использую их, чтобы обеспечить Вам все, что делает жизнь приятной — хорошие и комфортные дома, здоровый отдых».
Историческое значение Порт-Санлайта заключается в сочетании модельного индустриального жилья, обеспечивающего материально достойные условия для рабочих, с архитектурными и ландшафтными ценностями садового пригорода, созданными под влиянием идей Уильяма Морриса и движения декоративно-прикладного искусства. Каждый блок домов был спроектирован разным архитектором. Каждый дом уникален. С точки зрения архитектурных особенностей, есть фахверк, резные изделия из дерева и кладки, декоративные штукатурные работы, литые и витые дымоходы и свинцовые застеклённые узоры. Некоторые дома были построены во Фламандском стиле из кирпича, привезенного из Бельгии.

## География
Порт-Санлайт расположен на восточной стороне полуострова Уиррал, на западном берегу реки Мерси. Площадь составляет приблизительно 10,5 км (6,5 мили) к югу — юго-востоку от Ирландского моря в Нью-Брайтоне и примерно в 8 км (5 миль) к востоку — северо-востоку от устья Ди в Гайтоне. Порт Санлайт находится на высоте 10-23 м (33-75 футов) над уровнем моря.

## Достопримечательности
В Порт-Санлайте находится Художественная галерея леди Левер. Являясь коллекционером, Левер путешествовал по миру и любил показывать жителям деревни свои новые приобретения. Открытая в 1922 году Беатрисой Великобританской, галерея хранит коллекцию Левера и произведения современного искусства. Коллекция включает в себя мебель, картины, скульптуры и керамику.
Другие известные здания включают Лицей, театр Гладстона (в котором проходят местные любительские постановки), Хескет-Холл (в котором размещалось местное отделение Королевского британского Легиона до 2013 года, когда он был преобразован в 13 квартир).
В деревне находится Церковь Христа, Объединенная Реформатская церковь, а напротив — небольшая начальная школа. Начальная школа Church Drive открыта для людей, живущих за пределами деревни и её жителей. В центре установлен военный мемориал в память о солдатах, погибших во время Первой Мировой Войны.
Госпиталь, открытый в 1907 году, был закрыт в течение многих лет, но отремонтирован и вновь открыт в 2008 году как отель Leverhulme.
До 1980-х жителями деревни были только сотрудники Unilever и их семьи. В 80-х дома впервые стали продавать частным лицам.
Новым дополнением к территории стал Порт Санлайт Ривер Парк, открытый в 2014 году. Он находится на берегу реки Мерси. Парк расположен напротив набережной Оттерспул, из него открывается прекрасный вид на набережную Ливерпуля, а также на Англиканский собор и Альберт-Док. Port Sunlight River Park — это открытое природное пространство, которое было создано на бывшей свалке в доках Бромборо. Данная местность находится во владении земельного фонда The Land Trust, благотворительной организации, которая стремится к долгосрочному, устойчивому управлению открытым пространством в интересах сообщества. В парке много пешеходных дорожек, диких цветов, дикой природы и заболоченной территории, все для публики, чтобы насладиться. Он живописен в любое время года.

## Транспорт
Район обслуживается железнодорожными станциями Бебингтон и Порт-Санлайт на линии Wirral сети Merseyrail. Регулярно курсируют поезда до Честера, Элсмир-Порта и Ливерпуля через Биркенхед.

## Отражение в культуре
В 1912 году Порт-Санлайт стал местом действия мюзикла The Sunshine Girl в театре Гайети, в Лондоне. В нём приняла участие одна из самых популярных актрис Эдвардианской эпохи Филлис Дэр. Шоу познакомило британских зрителей с танго. В 1919 году Lever Brothers сняли 40-минутный фильм «Порт-Санлайт», чтобы продвигать город и фабрику.
Коттеджи Sunlight в Глазго являются редкими сохранившимися реликвиями из серии великих выставок, проходивших в парке Келвингроув в 1888, 1901 и 1911 годах. Эти бессвязные асимметричные коттеджи были построены в 1901 году как копии двух домов Порт-Санлайт. Спроектированные в идеализированном Елизаветинском стиле выставочным архитектором Джеймсом Миллером, дома живописно расположены высоко над Кельвином. Подаренные городу Глазго Лордом Леверхульмом после закрытия выставки коттеджи с тех пор используются в качестве жилья для работников парка.

## Известные люди
- Пит Бёрнс (1959—2016), британский певец, солист группы «Dead or Alive», родился в Порт-Санлайте 5 августа 1959.
- Фиона Брюс, британская телеведущая, выросла в Порт-Санлайте. В одном из эпизодов телешоу Antiques Roadshow (35 сезон, 2 серия), который проходил в деревне, она стояла перед домом, где жила в детстве.
- 18 августа 1962 в Порт-Санлайте состоялся официальный дебют Ринго Старра в качестве участника The Beatles[13][14]. Также здесь прошло первого в истории группы широковещательное интервью. Интервью было с местным диск-жокеем Монти Листером и записано для Radio Clatterbridge 27 октября 1962 года.

## Галерея
- The Bridge Inn
- Church Drive school
- The war memorial by Goscombe John